# Grande Prêmio da Bélgica de 2004
Resultados do Grande Prêmio da Bélgica de Fórmula 1 realizado em Spa-Francorchamps em 29 de agosto de 2004. Décima quarta etapa da temporada, foi vencido pelo finlandês Kimi Räikkönen, da McLaren-Mercedes, que subiu ao pódio ladeado por Michael Schumacher e Rubens Barrichello, pilotos da Ferrari. Graças a esse resultado, Michael Schumacher conquistou seu sétimo título mundial com quatro corridas de antecedência.

## Resumo
- Para ser heptacampeão mundial na Bélgica, o alemão Michael Schumacher necessitaria marcar dois pontos a mais que Rubens Barrichello, seu companheiro de equipe e vice-líder da tabela.
- Única vitória de Kimi Räikkönen e da McLaren na temporada.
- Melhor corrida de Felipe Massa na temporada (terminou em 4º).
- Esse foi o 700º Grande Prêmio da Ferrari como construtor.[nota 1]
- Com o segundo lugar conquistado, esse se torna o último título da carreira de Michael Schumacher, o quinto seguido do piloto alemão pela Ferrari e o último da sequência de seis títulos de construtores da escuderia italiana que começou em 1999 e foi quebrado em 2005 pela Renault e nos pilotos com Fernando Alonso, também pela escuderia francesa.

### Transmissão para o Brasil
Realizado às 09h (13h locais) em Spa-Francorchamps, foi exibido em videotape por causa do jogo Brasil e Itália na final do voleibol masculino nas Olimpíadas de 2004, jogo que começou meia hora antes da prova.

## Classificação

### Treinos oficiais
| Pos.    | Nº | Piloto               | Equipe           | Tempo    | Dif.    |
| ------- | -- | -------------------- | ---------------- | -------- | ------- |
| 1       | 7  | Jarno Trulli         | Renault          | 1:56.232 | —       |
| 2       | 1  | Michael Schumacher   | Ferrari          | 1:56.304 | + 0.072 |
| 3       | 8  | Fernando Alonso      | Renault          | 1:56.686 | + 0.454 |
| 4       | 5  | David Coulthard      | McLaren-Mercedes | 1:57.990 | + 1.758 |
| 5       | 11 | Giancarlo Fisichella | Sauber-Petronas  | 1:58.040 | + 1.808 |
| 6       | 2  | Rubens Barrichello   | Ferrari          | 1:58.175 | + 1.943 |
| 7       | 14 | Mark Webber          | Jaguar-Cosworth  | 1:58.729 | + 2.497 |
| 8       | 12 | Felipe Massa         | Sauber-Petronas  | 1:59.008 | + 2.776 |
| 9       | 17 | Olivier Panis        | Toyota           | 1:59.552 | + 3.320 |
| 10      | 6  | Kimi Räikkönen       | McLaren-Mercedes | 1:59.635 | + 3.403 |
| 11      | 3  | Juan Pablo Montoya   | Williams-BMW     | 1:59.681 | + 3.449 |
| 12      | 9  | Jenson Button        | BAR-Honda        | 2:00.237 | + 4.005 |
| 13      | 15 | Christian Klien      | Jaguar-Cosworth  | 2:01.246 | + 5.014 |
| 14      | 4  | Antônio Pizzonia     | Williams-BMW     | 2:01.447 | + 5.215 |
| 15      | 10 | Takuma Sato          | BAR-Honda        | 2:01.813 | + 5.581 |
| 16      | 18 | Nick Heidfeld        | Jordan-Ford      | 2:02.645 | + 6.413 |
| 17      | 20 | Gianmaria Bruni      | Minardi-Cosworth | 2:02.651 | + 6.419 |
| 18      | 21 | Zsolt Baumgartner    | Minardi-Cosworth | 2:03.303 | + 7.071 |
| 19      | 19 | Giorgio Pantano      | Jordan-Ford      | 2:03.833 | + 7.601 |
| 20      | 16 | Ricardo Zonta        | Toyota           | 2:03.895 | + 7.663 |
| Fontes: |    |                      |                  |          |         |

### Corrida
| Pos.    | Nº | Piloto               | Construtor       | Voltas | Tempo/Diferença      | Grid | Pontos |
| ------- | -- | -------------------- | ---------------- | ------ | -------------------- | ---- | ------ |
| 1       | 6  | Kimi Räikkönen       | McLaren-Mercedes | 44     | 1:32:35.274          | 10   | 10     |
| 2       | 1  | Michael Schumacher   | Ferrari          | 44     | + 3.132              | 2    | 8      |
| 3       | 2  | Rubens Barrichello   | Ferrari          | 44     | + 4.371              | 6    | 6      |
| 4       | 12 | Felipe Massa         | Sauber-Petronas  | 44     | + 12.504             | 8    | 5      |
| 5       | 11 | Giancarlo Fisichella | Sauber-Petronas  | 44     | + 14.104             | 5    | 4      |
| 6       | 15 | Christian Klien      | Jaguar-Cosworth  | 44     | + 14.614             | 13   | 3      |
| 7       | 5  | David Coulthard      | McLaren-Mercedes | 44     | + 17.970             | 4    | 2      |
| 8       | 17 | Olivier Panis        | Toyota           | 44     | + 18.693             | 9    | 1      |
| 9       | 7  | Jarno Trulli         | Renault          | 44     | + 22.115             | 1    |        |
| 10      | 16 | Ricardo Zonta        | Toyota           | 41     | Motor                | 20   |        |
| 11      | 18 | Nick Heidfeld        | Jordan-Ford      | 40     | + 4 voltas           | 16   |        |
| Ret     | 3  | Juan Pablo Montoya   | Williams-BMW     | 37     | Pneus                | 11   |        |
| Ret     | 4  | Antônio Pizzonia     | Williams-BMW     | 31     | Câmbio               | 14   |        |
| Ret     | 9  | Jenson Button        | BAR-Honda        | 29     | Pneus                | 12   |        |
| Ret     | 21 | Zsolt Baumgartner    | Minardi-Cosworth | 28     | Acidente             | 18   |        |
| Ret     | 8  | Fernando Alonso      | Renault          | 11     | Motor                | 3    |        |
| Ret     | 14 | Mark Webber          | Jaguar-Cosworth  | 0      | Destroços de colisão | 7    |        |
| Ret     | 10 | Takuma Sato          | BAR-Honda        | 0      | Acidente             | 15   |        |
| Ret     | 20 | Gianmaria Bruni      | Minardi-Cosworth | 0      | Acidente             | 17   |        |
| Ret     | 19 | Giorgio Pantano      | Jordan-Ford      | 0      | Acidente             | 19   |        |
| Fontes: |    |                      |                  |        |                      |      |        |

## Tabela do campeonato após a corrida
| Pos.    | Piloto             | Pontos |
| ------- | ------------------ | ------ |
| 1       | Michael Schumacher | 128    |
| 2       | Rubens Barrichello | 88     |
| 3       | Jenson Button      | 65     |
| 4       | Jarno Trulli       | 46     |
| 5       | Fernando Alonso    | 45     |
| Fontes: |                    |        |

| Pos.    | Equipe           | Pontos |
| ------- | ---------------- | ------ |
| 1       | Ferrari          | 216    |
| 2       | Renault          | 91     |
| 3       | BAR-Honda        | 83     |
| 4       | Williams-BMW     | 54     |
| 5       | McLaren-Mercedes | 49     |
| Fontes: |                  |        |

- Nota: Somente as primeiras cinco posições estão listadas e os campeões da temporada surgem grafados em negrito.